# Jean-Michel Bismut
Jean-Michel Bismut (* 26. Februar 1948 in Lissabon) ist ein französischer Mathematiker, der sich mit Globaler Analysis, arithmetischer algebraischer Geometrie und Wahrscheinlichkeitstheorie beschäftigt.

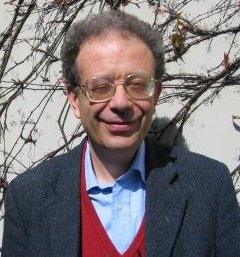
Jean-Michel Bismut

## Leben und Wirken
Jean-Michel Bismut studierte ab 1967 an der École polytechnique (Abschluss 1970) und wurde 1973 an der Universität Paris VI promoviert. 1970 bis 1976 war er Bergbauingenieur (Ingénieur du Corps des Mines). 1975 bis 1987 war er Maitre de Conferences an der Ecole Polytechnique. Er ist seit 1981 Professor an der Universität Paris-Süd (Paris XI) in Orsay. 1980 war er Gastprofessor in Vancouver, 1984 und 1994 am Institute for Advanced Study und 1987/8 am IHES.
Bismut befasste sich mit stochastischer Optimierung, dem Malliavin-Kalkül, stochastischer Differentialgleichungen, der Indextheorie von Differentialoperatoren nebst Anwendungen in Differentialgeometrie und algebraischer Geometrie, arithmetischer algebraischer Geometrie (Beweis eines Riemann-Roch-Grothendieck Theorems mit Henri Gillet und Christophe Soulé) und hypoelliptischen Deformationen der Hodge-Theorie.
Seit 1991 ist er Mitglied der Académie des sciences und außerdem Mitglied der Akademie für Naturforscher Leopoldina (seit 2004) und der Academia Europaea (seit 1998). 1984 erhielt er den Prix Montyon und 1990 den Prix Ampère der französischen Akademie. Er war Invited Lecturer auf dem ICM 1986 in Berkeley (Index Theory and the heat equation) und hielt auf dem ICM 1998 in Berlin einen Plenarvortrag (Local index theory and higher analytic torsion). 2021 wurde Bismut in die National Academy of Sciences gewählt. 2021 erhielt er den Shaw Prize in Mathematik (gemeinsam mit Jeff Cheeger).
Bismut ist Mitherausgeber des Duke Mathematical Journal und der Inventiones Mathematicae (1989–2008) und im Fachbeirat des Newton Institute in Cambridge sowie des Max-Planck-Instituts für Mathematik in Bonn (Präsident 2000 bis 2006). 1998 bis 2002 war er Mitglied des Exekutivkomitees der International Mathematical Union sowie 2002 bis 2006 deren Vizepräsident.
Zu seinen Doktoranden zählen Xiaonan Ma und Weiping Zhang.

## Schriften
- Mécanique aléatoire (= Lecture Notes in Mathematics. 866). Springer, Berlin u. a. 1981, ISBN 3-540-10840-8.
- Large deviations and the Malliavin Calculus (= Progress in Mathematics. 45). Birkhäuser, Boston MA u. a. 1984, ISBN 0-8176-3220-4.
- The Atiyah-Singer index theorem for families of Dirac operators: two heat equation proofs. In: Inventiones Mathematicae. Bd. 83, 1986, S. 91–151.
- Index theorem and the heat equation. In: Andrew M. Gleason (Hrsg.): Proceedings of the International Congress of Mathematicians. Berkeley, California August 3–11, 1986. Band 1. American Mathematical Society, Providence RI 1987, ISBN 0-8218-0110-4, S. 491–504, (Digitalisat).
- mit Jeff Cheeger: η-invariants and their adiabatic limits. In: Journal of the American Mathematical Society. Bd. 2, Nr. 1, 1989, S. 33–70, doi:10.2307/1990912.
- mit Gilles Lebeau: Complex immersions and Quillen metrics (= Publications Mathématiques. 74). Institut des hautes études scientifiques, Bures-sur-Yvette 1992, ISBN 2-13-044414-8.
- mit Weiping Zhang: An extension of a theorem by Cheeger and Müller (= Astérisque. 205, ISSN 0303-1179). With an appendix by François Laudenbach. Société Mathématique de France, Montrouge 1992.
- mit John Lott: Flat vector bundles, direct images and higher real analytic torsion. In: Journal of the American Mathematical Society. Bd. 8, Nr. 2, 1995, S. 291–363, doi:10.1090/S0894-0347-1995-1303026-5.
- Local index theory and higher analytic torsion. In: Proceedings of the International Congress of Mathematicians Berlin 1998, August 18–27. Band 1: Plenary lectures and ceremonies (= Documenta Mathematica. Extra Volume 1: ICM 1998.). Geronimo, Rosenheim 1998, S. 143–162, (Digitalisat).
- mit Gilles Lebeau: The Hypoelliptic Laplacian and Ray-Singer Metrics (= Annals of Mathematics Studies. 167). Princeton University Press, Princeton NJ u. a. 2008, ISBN 978-0-691-13731-5.
- The Hypoelliptic Dirac Operator. In: Mikhail Kapranov, Sergiy Kolyada, Yuri I. Manin, Pieter Moree, Leonid A. Potyagailo (Hrsg.): Geometry and Dynamics of Groups and Spaces. In Memory of Alexander Reznikov (= Progress in Mathematics. 265). Birkhäuser, Basel u. a. 2008, ISBN 978-3-7643-8607-8, S. 113–246, doi:10.1007/978-3-7643-8608-5_3.
- Hypoelliptic Laplacian and orbital integrals (= Annals of Mathematics Studies. 177). Princeton University Press, Princeton NJ u. a. 2011, ISBN 978-0-691-15130-4.
- Hypoelliptic Laplacian and Bott-Chern cohomology. A theorem of Riemann-Roch-Grothendieck in complex geometry (= Progress in Mathematics. 305). Birkhäuser, Cham u. a. 2013, ISBN 978-3-319-00127-2.